# Trichostachys quadricuspidata
Trichostachys quadricuspidata är en måreväxtart som beskrevs av Cornelis Eliza Bertus Bremekamp. Trichostachys quadricuspidata ingår i släktet Trichostachys och familjen måreväxter.
Artens utbredningsområde är Kongo-Kinshasa. Inga underarter finns listade i Catalogue of Life.